# Charles Étienne Gudin de La Sablonnière

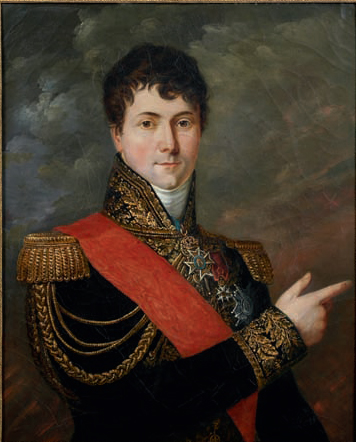
Georges Rouget: Charles Étienne Gudin, postumes Porträt von 1839

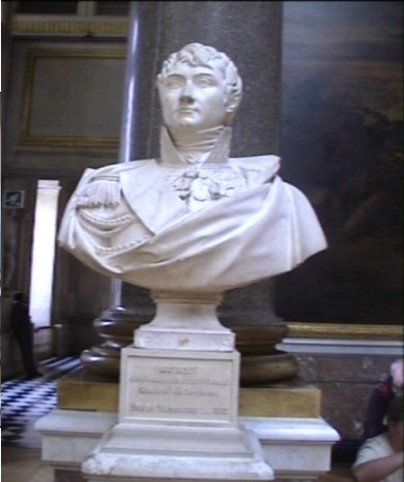
Büste in der Schlachtengalerie des Schloss Versailles

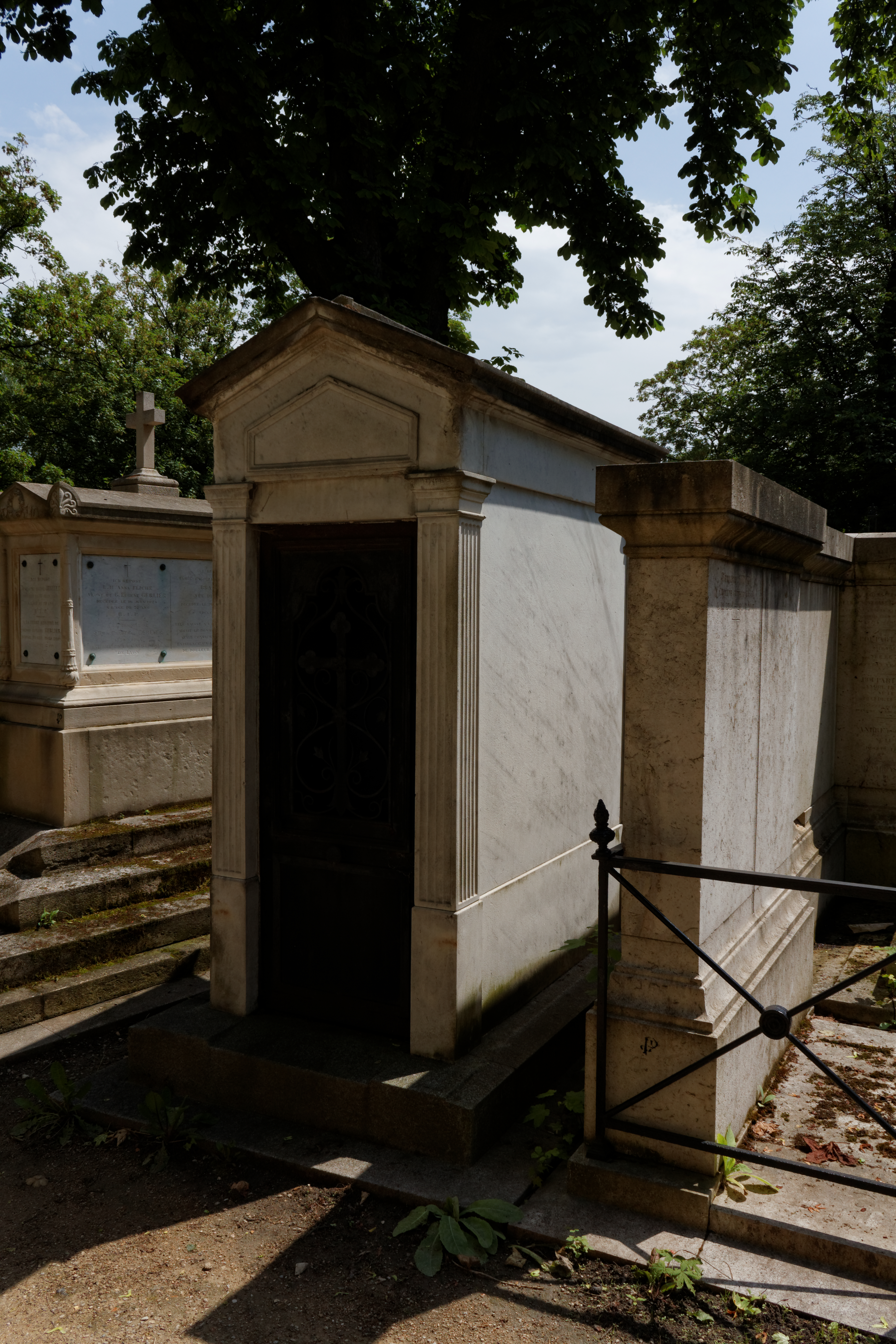
Begräbnisstätte auf dem Friedhof Pére Lachaise

Charles Étienne Gudin de La Sablonnière (* 13. Februar 1768 in Montargis; † 22. August 1812 in Smolensk) war ein französischer Infanteriegeneral.

## Leben
Schon früh kam Gudin de La Sablonnière als Kadett an die Militärschule von Brienne-le-Château. Dort konnte er sich schon bald auszeichnen und machte Karriere. Begeistert von der Revolution wurde er bald auch ein Parteigänger Napoleons, den er schon an der Militärschule kennengelernt hatte und mit dem er persönlich befreundet war.
Unter dem Kommando Generals Charles Victoire Emmanuel Leclerc war Gudin de La Sablonnière Mitglied der Expeditionsarmee, die 1791 in Saint-Domingue (Hispaniola) gegen Toussaint Louverture kämpften. Im Sommer 1792 kehrte er mit einem eigenen Kommando nach Frankreich zurück.
Nach weiteren Beförderungen kam er in den Stab der Nordarmee, später dann zur Rheinarmee. Er kämpfte bei Stein, bei Stockach (2. Mai 1800), bei Meßkirch (5. Mai 1800), bei Memmingen (10. Mai 1800), bei Höchstädt (19. Juni 1800) und bei Oberhausen (27. Juni 1800).
Im dritten Koalitionskrieg war Gudin de La Sablonnière bereits General und als solcher konnte er sich auch im vierten Koalitionskrieg durch Tapferkeit auszeichnen. In der Schlacht bei Jena und Auerstedt (14. Oktober 1806) wurde er schwer verwundet, dennoch nahm er noch im selben Jahr an der Belagerung von Küstrin teil.
Er kämpfte bei Pułtusk (26. Dezember 1806) und in der Schlacht bei Preußisch Eylau (7./9. Februar 1807).
In der Schlacht bei Wagram (5./6. Juli 1809) wurde Gudin de La Sablonnière erneut schwer verwundet. Dennoch nahm er an der Seite von Marschall Michel Ney am Russlandfeldzug der Grande Armée teil. Nach der Schlacht um Smolensk (17./18. August 1812) wurde Gudin als Kommandant der 3. Division bei Walutino am 19. August erneut verwundet und erlag einige Tage später seinen schweren Verletzungen. Seine letzte Ruhestätte fand er am Rande des Schlachtfeldes. Sein Herz wurde nach Paris verbracht und dort auf dem Friedhof Père-Lachaise bestattet.
Sein jüngerer Bruder, Pierre César Gudin des Bardelières, war ebenfalls General der Infanterie. Verheiratet war Gudin de La Sablonnière mit Jeanne Caroline Creutzer, einer Schwester von General Charles Auguste Creutzer (1780–1832). Sein Sohn Charles Gabriel Gudin (1798–1874) machte ebenfalls in der Armee Karriere.
Im November 2019 wurden die sterblichen Überreste Gudins bei Ausgrabungen in einem öffentlichen Park in Smolensk entdeckt und durch einen DNA-Vergleich mit denen von Gudins Bruder Pierre César eindeutig identifiziert. Das Grab war aufgrund der genauen Beschreibungen in den Memoiren Louis-Nicolas Davouts, der das Begräbnis organisiert hatte, gefunden worden. Ende Juni 2021 wurde in Moskau eine Zeremonie abgehalten, welche den Beginn der Rückführung Gudins nach Frankreich symbolisiert.
Die Gebeine wurden zunächst in der französischen Botschaft in Moskau gelagert, bis sie dann am 13. Juli 2021 zur Umbettung nach Paris transportiert wurden.

## Ehrungen
- Comte de l’Émpire, 7. Juni 1808
- Kommandeur des Militär-St.-Heinrichs-Orden (Sachsen), 1808
- Großadler der Ehrenlegion, 14. August 1809
- Sein Name findet sich am östlichen Pfeiler (15. Spalte) des Triumphbogens am Place Charles-de-Gaulle (Paris).
- Louis-Denis Caillouette schuf für die Schlachtengalerie (Prinzenflügel) im Schloss Versailles eine Büste von ihm.
- In seiner Heimatstadt Montargis wurde ihm zu Ehren die ortsansässige Polizeikaserne „Caserne Gudin“ genannt.